# Lengyel labdarúgókupa
A lengyel labdarúgókupa (hivatalos nevén: Remes Puchar Polski), a lengyel bajnokság után, a második legrangosabb lengyelországi labdarúgó versenysorozat. A kupagyőztes az Európa-ligában indulhat. A legsikeresebb klub a Legia Warszawa, amely tizenkilencszer hódította el a trófeát.

## Története
2010-ben mindenképpen új bajnokot avattak volna, hiszen a Jagiellonia Białystok, és a Pogoń Szczecin sem hódította el még a kupát történelme során. A Jagiellonia a Ruch Chorzów csapatát ejtette ki az elődöntőben míg a Pogoń Szczecin a Lechia Gdańskot búcsúztatta. A döntőt végül 1–0 arányban a Jagiellonia nyerte.

## Az eddigi győztesek évenként
- 1926 Wisła Kraków
- 1951 Ruch Chorzów
- 1952 Polonia Warszawa
- 1954 Gwardia Warszawa
- 1955 Legia Warszawa
- 1956 Legia Warszawa
- 1957 ŁKS Łódź
- 1962 Zagłębie Sosnowiec
- 1963 Zagłębie Sosnowiec
- 1964 Legia Warszawa
- 1965 Górnik Zabrze
- 1966 Legia Warszawa
- 1967 Wisła Kraków
- 1968 Górnik Zabrze
- 1969 Górnik Zabrze
- 1970 Górnik Zabrze
- 1971 Górnik Zabrze
- 1972 Górnik Zabrze
- 1973 Legia Warszawa
- 1974 Ruch Chorzów
- 1975 Stal Rzeszów
- 1976 Śląsk Wrocław
- 1977 Zagłębie Sosnowiec
- 1978 Zagłębie Sosnowiec
- 1979 Arka Gdynia
- 1980 Legia Warszawa
- 1981 Legia Warszawa
- 1982 Lech Poznań
- 1983 Lechia Gdańsk
- 1984 Lech Poznań
- 1985 Widzew Łódź
- 1986 GKS Katowice
- 1987 Śląsk Wrocław
- 1988 Lech Poznań
- 1989 Legia Warszawa
- 1990 Legia Warszawa
- 1991 GKS Katowice
- 1992 Miedź Legnica
- 1993 GKS Katowice
- 1994 Legia Warszawa
- 1995 Legia Warszawa
- 1996 Ruch Chorzów
- 1997 Legia Warszawa
- 1998 Amica Wronki
- 1999 Amica Wronki
- 2000 Amica Wronki
- 2001 Polonia Warszawa
- 2002 Wisła Kraków
- 2003 Wisła Kraków
- 2004 Lech Poznań
- 2005 Dyskobolia Grodzisk
- 2006 Wisła Płock
- 2007 Dyskobolia Grodzisk
- 2008 Legia Warszawa
- 2009 Lech Poznań
- 2010 Jagiellonia Białystok
- 2011 Legia Warszawa
- 2012 Legia Warszawa
- 2013 Legia Warszawa
- 2014 Zawisza Bydgoszcz
- 2015 Legia Warszawa
- 2016 Legia Warszawa
- 2017 Arka Gdynia
- 2018 Legia Warszawa
- 2019 Lechia Gdańsk
- 2020 Cracovia Kraków
- 2021 Raków Częstochowa

## Győzelmek száma
| Klub neve             | #  | Győzelem éve |
| --------------------- | -- | --- |
| Legia Warszawa        | 19 | 1955, 1956, 1964, 1966, 1973, 1980, 1981, 1989, 1990, 1994, 1995, 1997, 2008, 2011, 2012, 2013, 2015, 2016, 2018 |
| Górnik Zabrze         | 6  | 1965, 1968, 1969, 1970, 1971, 1972                                                                               |
| Lech Poznań           | 5  | 1982, 1984, 1988, 2004, 2009                                                                                     |
| Wisła Kraków          | 4  | 1926, 1967, 2002, 2003                                                                                           |
| Zagłębie Sosnowiec    | 4  | 1962, 1963, 1977, 1978                                                                                           |
| Ruch Chorzów          | 3  | 1951, 1974, 1996                                                                                                 |
| GKS Katowice          | 3  | 1986, 1991, 1993                                                                                                 |
| Amica Wronki          | 3  | 1998, 1999, 2000                                                                                                 |
| Dyskobolia Grodzisk   | 2  | 2005, 2007 |
| Polonia Warszawa      | 2  | 1952, 2001 |
| Arka Gdynia           | 2  | 1979, 2017 |
| Lechia Gdańsk         | 2  | 1983, 2019 |
| Śląsk Wrocław         | 1  | 1976, 1987 |
| Gwardia Warszawa      | 1  | 1954 |
| Jagiellonia Białystok | 1  | 2010 |
| ŁKS Łódź              | 1  | 1957 |
| Wisła Płock           | 1  | 2006 |
| Miedź Legnica         | 1  | 1992 |
| Stal Rzeszów          | 1  | 1975 |
| Widzew Łódź           | 1  | 1985 |
| Zawisza Bydgoszcz     | 1  | 2014 |
| Cracovia Kraków       | 1  | 2020 |

## Lásd még
- Lengyel labdarúgó-bajnokság

## Külső hivatkozások
- A kupa hivatalos honlapja (lengyelül)
- A kupa hivatalos honlapja 2019/20 (lengyelül)